# Dōgo onsen

Dōgo onsen à Matsuyama.

Le Dōgo onsen (道後温泉) est l'un des plus anciens onsen (bain thermal) du Japon. Il est situé à Matsuyama dans la préfecture d'Ehime sur l'île de Shikoku. L'eau alimentant les dix-huit bains de l'onsen, dont un réservé à la famille impériale, est alcaline et à une température oscillant entre 42 et 50 °C.
Le Dōgo onsen est mentionné dès le VIIIe siècle dans le Man'yōshū. Le bâtiment principal a été entièrement rénové en 1894.
De nos jours, il draine un grand nombre de touristes japonais et étrangers à Matsuyama.

## Galerie

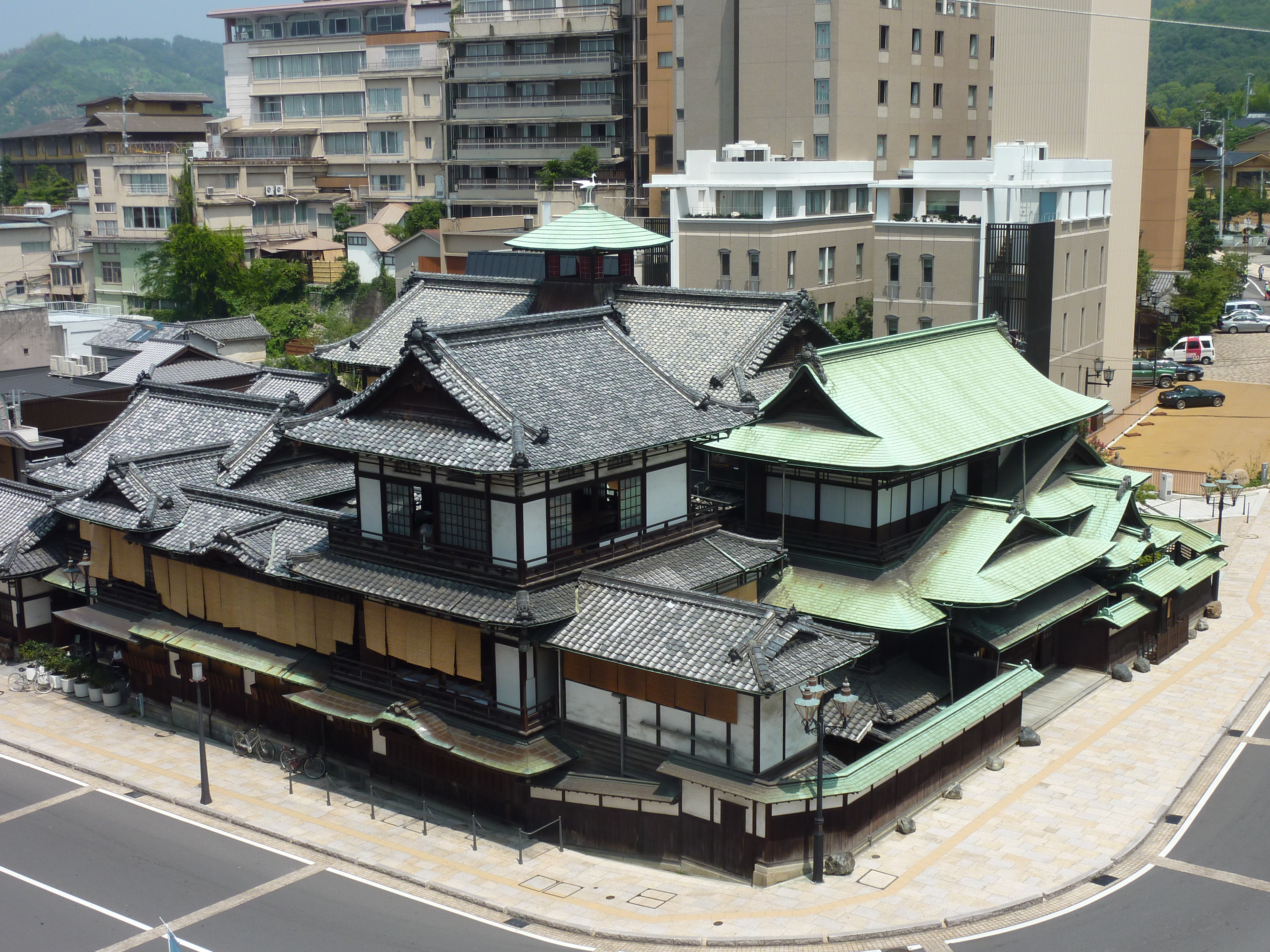
Vue d'ensemble.
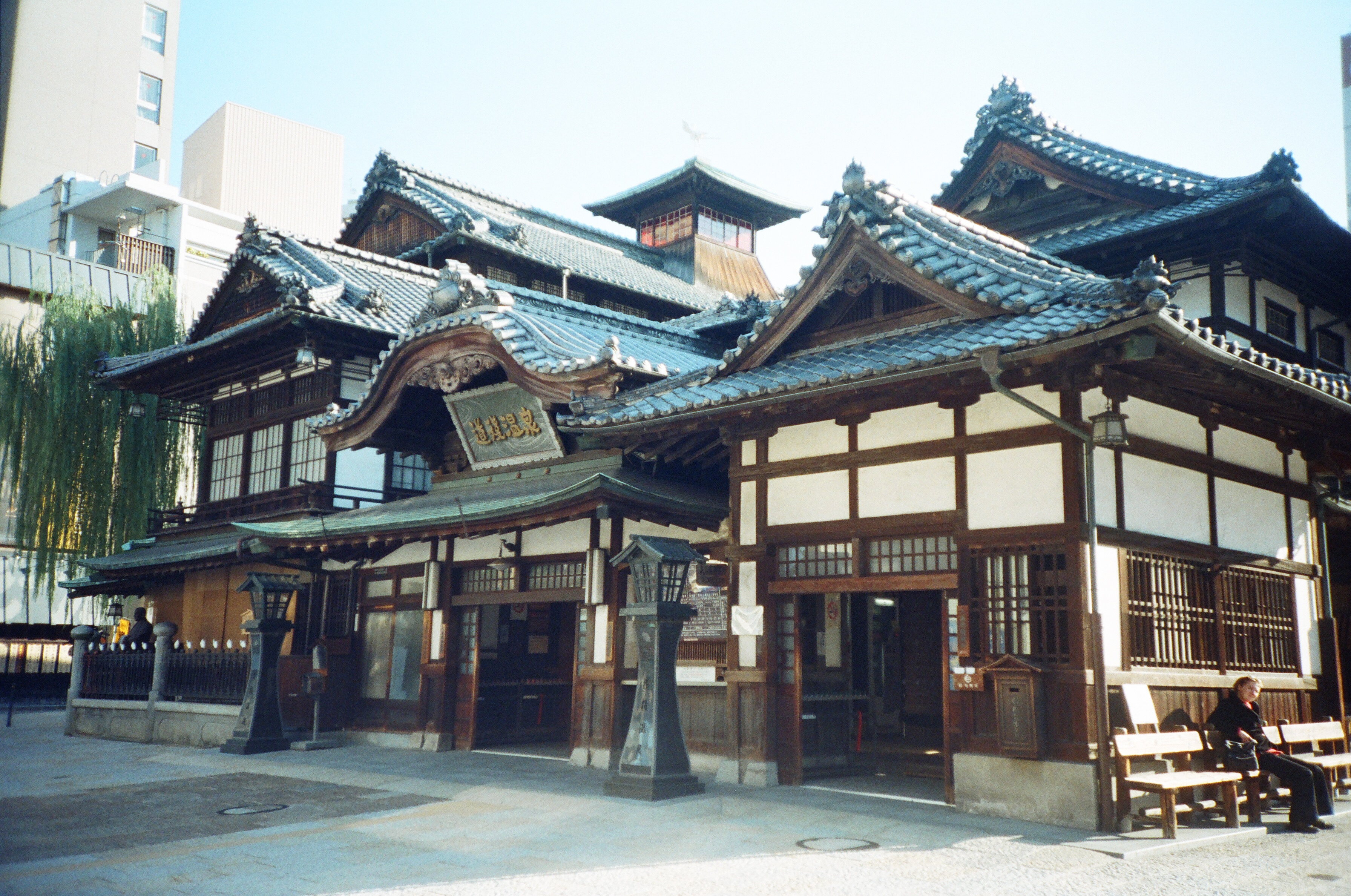
Entrée principale.
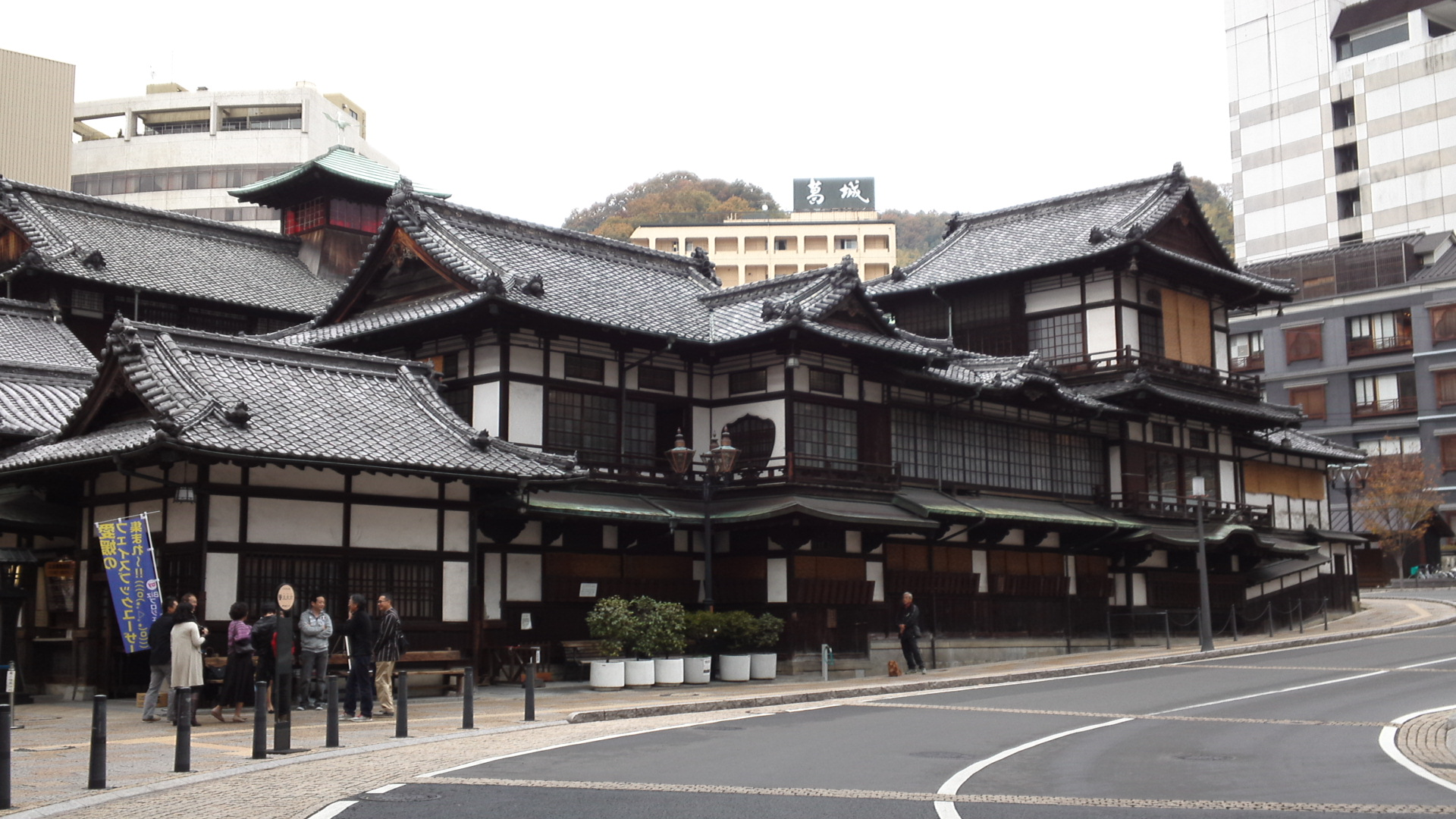
Vue latérale.
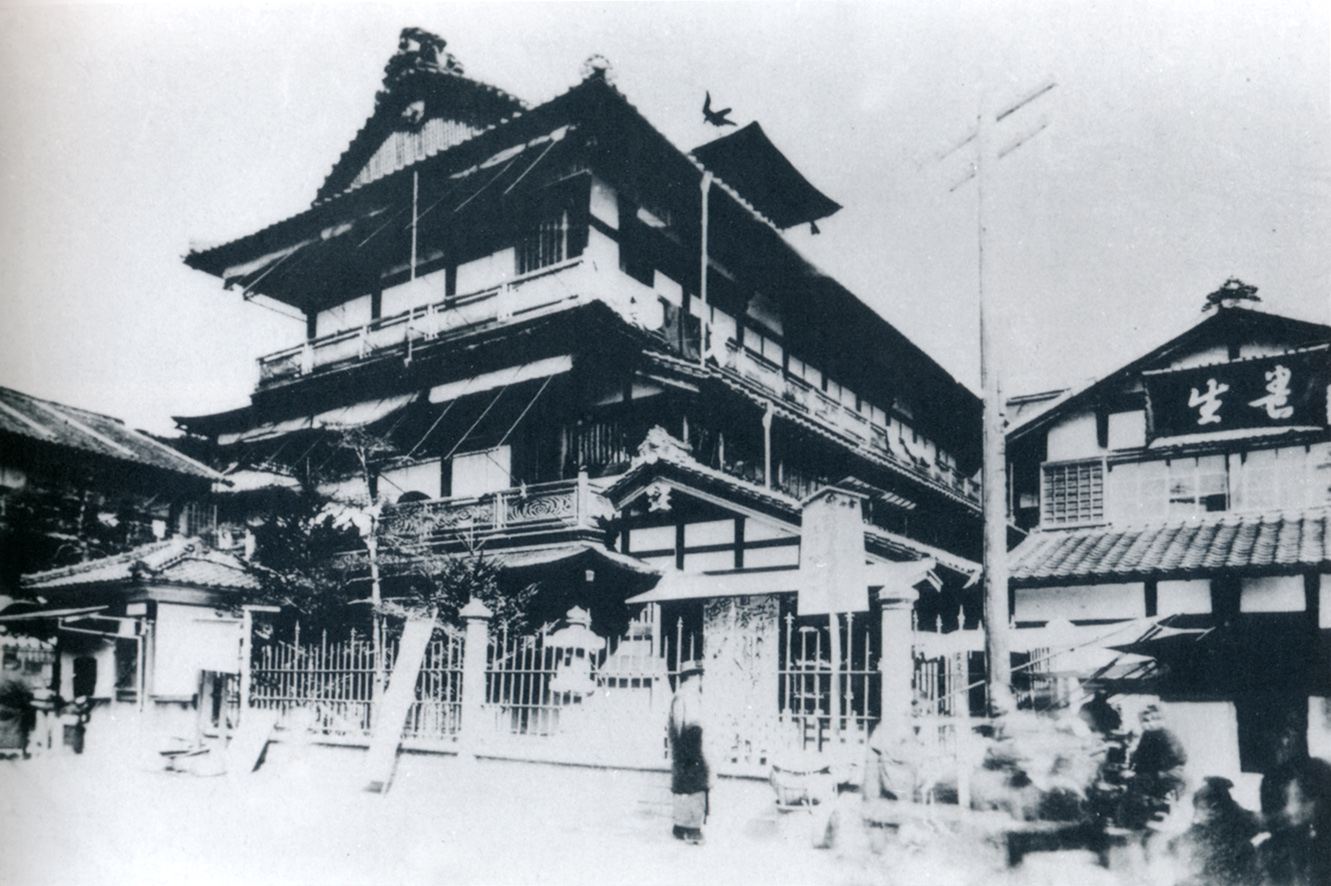
Dōgo onsen en 1894.
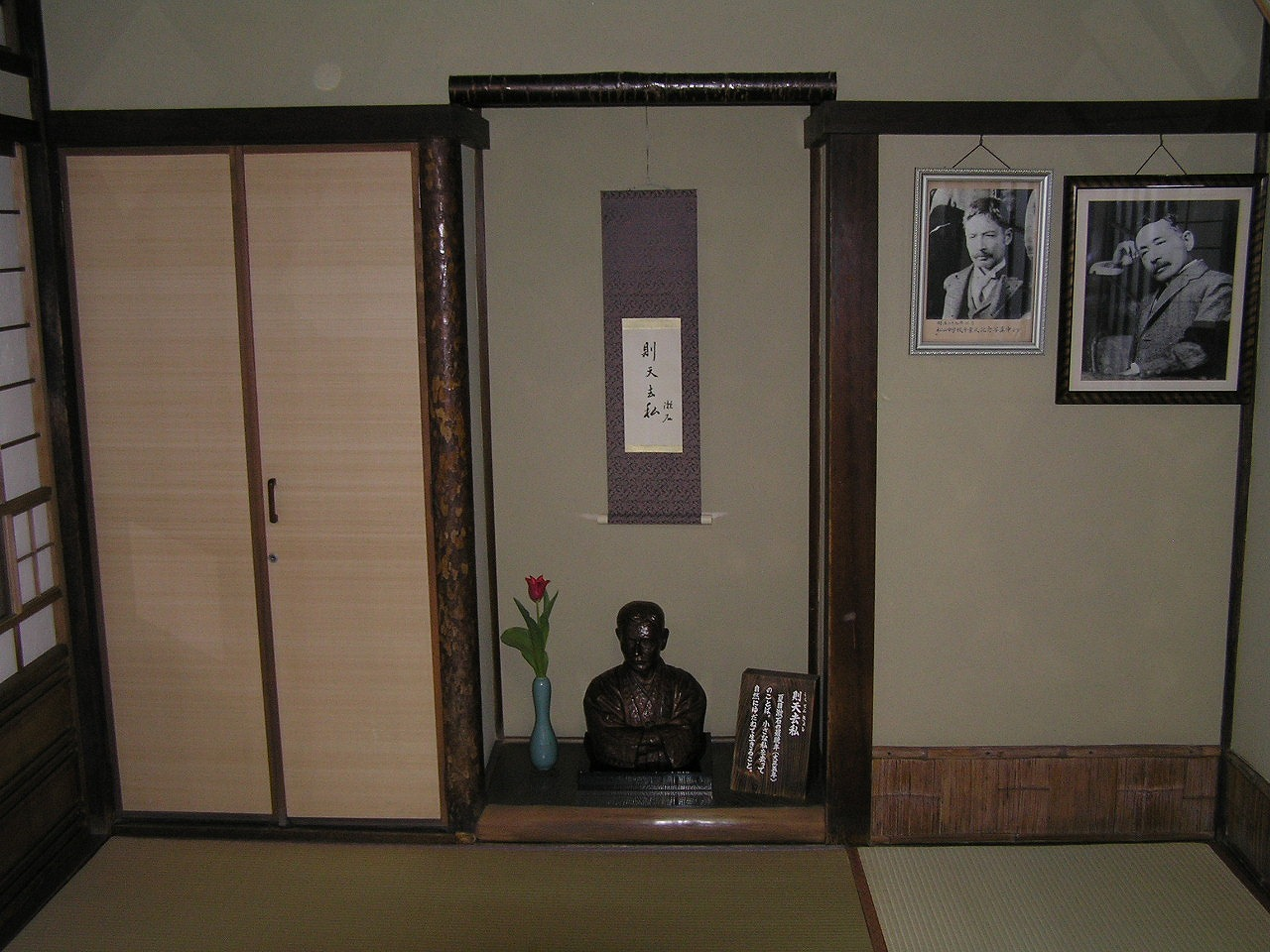
Chambre fréquentée par l'écrivain Natsume Sōseki.